# 蘋果日報 (香港)

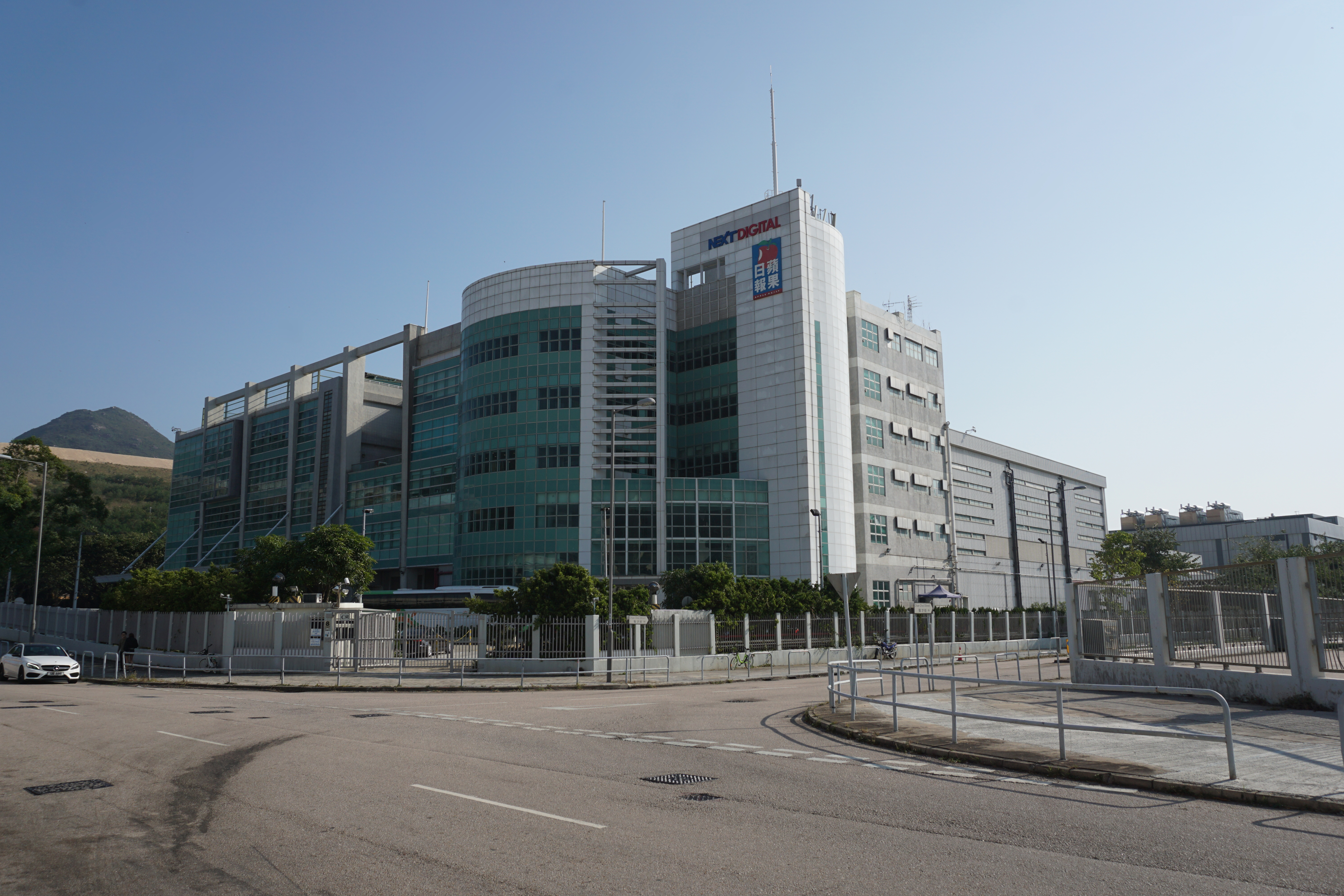
香港蘋果日報 本社

蘋果日報（ひんかにっぽう、Apple Daily、アップルデイリー）は、1995年に香港で創刊された繁体字中国語・広東語の日刊新聞である。日本語のメディアや書籍・文献では、題号を「リンゴ日報」などと訳すことがある。
大きなカラー写真と人目を引く見出しを特徴とする大衆紙であり、自由主義を標榜する反北京・親民主派の代表的な新聞でもある。香港の大手メディアグループ壱伝媒（zh:壹傳媒，Next Digital Limited）が100%の株式を保有しており、1995年に壱伝媒の創業者である黎智英（ジミー・ライ、Jimmy Lai Chee Ying）が創刊した。

## 特徴
1部10香港ドルで販売しており、発行部数は約10万部。ネット版の購読者は約61万人に上り、香港の新聞で最大のネット版購読者数を誇る。1998年上期には平均約40万部 、2011年上期には平均約29万部であった。

### 躍進
創業者黎智英（ジミー・ライ）は広東省生まれで、小学校卒業後に香港に渡り、裸一貫から大手アパレルチェーンのジョルダーノを築き上げた。黎智英は1989年の六四天安門事件にショックを受け、民主主義と自由主義を守るメディアの必要を痛感し自ら創ることを決意し、1990年にメディア企業「壱伝媒」を創立した。週刊誌「壱週刊」（Next Magazine, 2018年ネットメディア化）を1990年に、その別冊からスピンオフした「壱本便利」（Easy Finder, 2007年停刊）を1991年に創刊し、1995年6月20日に「蘋果日報」を創刊して新聞業界へ進出を果たした。
東方日報（1969年1月22日創刊）、明報（1959年5月20日創刊）、成報（1939年5月1日創刊）、大公報（1938年8月13日創刊）、文匯報（1948年9月9日創刊）など香港の他の中国語日刊紙と比べ、蘋果日報の創刊は1995年6月20日と若いが、創刊後まもなく東方日報に次ぐ香港第2位の部数を発行するに至った。
創刊した1995年当時、香港に全ページカラー印刷の新聞は存在しなかったが、蘋果日報は大部分のページをカラー印刷とした。写真を主とし文章を従とするスタイルや洗練されたエディトリアルデザインを採用するといったビジュアル性重視と、内容面での徹底した娯楽的な大衆紙路線で、しかも他紙より価格を安く抑え、大量の部数を売り上げた。この成功がきっかけとなり、その後全ページカラー印刷に踏み切る。結果、香港返還前の香港新聞界では激しい競争が起こり、蘋果日報の路線や価格競争についてゆけなかった経営基盤の弱い新聞が多数、廃刊に追い込まれることとなった。
蘋果日報という題号は、発行人の黎智英が発案したものであり、黎智英は「もしアダムとイブがリンゴを口にしなかったら、世界に善悪はなくニュースも存在しなかっただろう」と命名の理由を述べている。
台湾の蘋果日報は、2003年に黎智英が他社と組んで立ち上げた姉妹紙であった。紙版は2021年5月17日限り廃刊されたが、ネット版「蘋果新聞網」は香港の蘋果日報廃刊後も運営を継続している。

### 扇情性・娯楽化と評価
内容は芸能人の動向、扇情的で時にやり過ぎや出任せも指摘されるルポルタージュ、企業や政治家のスキャンダル内部告発、流行の着こなし、「バスおじさん」のようなネットの話題など人々が飛びつくものが特に多く、人気と論争のもとになっている。ACニールセンの調査では香港で第2位の売り上げを誇るが、2010年代半ばごろまでの独立機関の調査では人々の蘋果日報に対する信頼度は低い。新聞のレイアウト・デザイン・内容が読者の好みに合わせて変化し、硬派なデザイン・「読者の知るべきことを伝える」内容から、見やすく派手なデザイン・「読者の知りたいことを伝える」内容へとなってゆく現象（内容面でのタブロイド化）を、香港などでは蘋果化と呼ぶことがある。

### 反政府の論調
政治的には、香港特別行政区政府や北京の中国共産党政権・中国中央政府に反対し、親北京的でなく、西側メディアや香港民主派（泛民陣営）に近い論調をとる香港でも数少ない新聞である。香港返還前、創刊当初から中国政府に対し激しい批判を加えてきたため、中国大陸では発行が禁止され、現在も蘋果日報のウェブサイトは「金盾」により中国国内からのアクセスが遮断されている。論調は「小さな政府、市場重視」の色彩が濃厚である。

## 香港民主化運動と北京からの圧力
反政府の姿勢であるがゆえに当局からの妨害を受けることが多く、2014年6月中旬からウェブサイトへの接続が断続的に困難になっている。
2014年香港反政府デモでは、デモ側を支持する姿勢を明確に打ち出したことから親中派から非難や攻撃を受けた。2015年1月12日には、本社とオーナー宅へ火炎瓶が投げ込まれる事件も発生した。
2019年香港民主化デモでも、オーナー宅へ火炎瓶が投げ込まれたり、記者が襲われたりなどしている。
蘋果日報は香港でも数少ない民主派支持メディアとして発信を続けたことにより、2019年の香港中文大学傳播與民意調查中心によるマスコミ信頼度世論調査では、中国語・英語を含めた有料の新聞11紙の中で3位につけ、唯一3年前の調査から信頼度を上げた新聞となり、同紙としては1997年以来初めて有料新聞全紙の信頼度の平均を上回った。
2020年2月28日、創業者の黎智英らが「違法な集会」に参加したとして香港警察に逮捕された。4月18日、同じく「違法な集会」に参加した容疑などで、黎智英らが再び逮捕された。8月10日、発行元に200人規模の家宅捜索が入り25箱分の資料が押収された。同日、香港国家安全維持法（国安法）違反の疑いで黎智英や幹部らが逮捕された。2021年6月17日、編集と経営部門のトップら5幹部は、国安法に違反した疑いで逮捕された。この逮捕によって2億5000万円相当の資金が凍結されたことで新聞発行の継続が危機に陥った。6月23日には李平というペンネームを使っていた中国担当主筆も国安法に違反した疑いで逮捕された。同日、6月24日までに紙版の発行、23日の深夜にオンライン版の更新を停止することを決定した。

## 廃刊に対する反応
- 2021年6月24日、『蘋果日報』が廃刊になったことを受けてアメリカ合衆国大統領のジョー・バイデンは声明を発表し、「香港と全世界のメディアの自由にとって悲しい日だ」「言論の自由を罰する国家安全維持法に基づく逮捕、脅迫、強制を通じ、中国はメディア抑圧と反対意見の封じ込めのために権力行使を主張してきた」「中国は独立した報道機関を標的にするのをやめ、拘束されているジャーナリストやメディア幹部を解放しなければならない」「ジャーナリズムの行為は犯罪ではない」として、中国政府によるジャーナリスト弾圧を停止するよう要求した[21]。
- 台湾で最大発行部数を持つ『自由時報』の編集局長鄒景雯は、『蘋果日報』は極めて真っ当な意見を述べたにすぎず、平和的手段を使い香港人の権益を守ろうとしただけであり、中国には「抄家滅族（屋敷を捜索して財産を没収、一族郎党を皆殺しにする）」という言葉があるが、香港当局が黎智英を投獄し、幹部を逮捕し、資産を凍結し、休刊に追い込むやり方を見て、いまだに中国では封建王朝的支配が続いており、中国政府が『蘋果日報』に行ったことは全ての民主主義国家に対する挑発であり、私たちがここで何もしなければ、中国はますます増長して対外拡張を続け、私たちの生活も破壊され、「今こそ全世界の民主主義国家は連携して中国の独裁者に圧力を加えるべきだ。民主主義対独裁体制。私たちにとって負けられない戦いは始まっている」と述べている[22]。
- 2021年6月24日、中華民国総統の蔡英文は、「とても遺憾」であり、国際社会が香港の民主主義の後退を懸念しており、「自由な台湾は、香港の自由を支え続ける」「（自由と民主主義は）切り倒すことはできても、その種はすでに土地のあちこちに広がっており、その種がいつかまた大きな木になる」として、香港の自由民主主義が「東洋の真珠」として再度輝きを取り戻すことを願うとし、『蘋果日報』は香港が中国に返還から「ただの新聞ではなくなった」とし、香港人にとって強権政治に屈することなく、自由と民主主義を追い求める橋頭堡のような存在だったと述べた[23]。
- 2021年6月23日に大陸委員会は、『蘋果日報』の発行停止に遺憾を表明し、香港の言論の自由が「死の鐘の音が鳴った」と指摘し、中国共産党が、意見を異にする者を弾圧するためには手段を選ばないことを国際社会に見せつけたと非難した[23]。
- 中国国民党主席の江啓臣は、『蘋果日報』の廃刊は政治介入によるものであり、遺憾との考えを示した[23]。
- 台湾民衆党に所属する立法委員の頼香伶（中国語版）は、『蘋果日報』の発行停止は受け入れ難いとし、香港が早期に民主主義を築けることに期待を寄せた[23]。
- 2021年6月24日、内閣官房長官の加藤勝信は記者会見で、「香港の民主的、安定的な発展の基礎となる言論の自由や報道の自由を大きく後退させるものであり、重大な懸念を強めている」と述べた[24]。
- 2021年7月8日に欧州連合の欧州議会は、『蘋果日報』を廃刊に追い込んだことを「最も強い言葉で非難する」と表明する決議を採択した[25]。決議では「香港の自由社会解体と、メディアや表現の自由廃止をまた一歩進めた」と中国政府を批判、国家安全維持法の撤廃を要求し、欧州連合加盟各国に対して、香港における人権侵害の責任者や関連団体に制裁を科すよう促した[25]。